# Ras al-Ayn Qibli
Ras al-Ayn Qibli (tiếng Ả Rập: رأس العين قبلي) là một ngôi làng ở phía bắc Syria, một phần hành chính của Tỉnh Aleppo, phía đông bắc Aleppo và phía nam trung tâm huyện Ayn al-Arab. Phía đông sông Euphrates, các địa phương lân cận bao gồm Sarrin ở phía tây và al-Haqel ở phía tây nam. Theo Cục Thống kê Trung ương Syria (CBS), Ras al-Ayn Qibli có dân số 2.581 người trong cuộc điều tra dân số năm 2004.